# Canet (Aude)
Canet é uma comuna francesa na região administrativa de Occitânia, no departamento de Aude. Estende-se por uma área de 14,04 km². Em 2010 a comuna tinha 1 830 habitantes (densidade: 130,3 hab./km²).